# Entlabialisierung
Unter Entlabialisierung oder Entrundung versteht man in der Phonetik Prozess und Ergebnis eines Aussprache-Wandels, durch den ursprünglich mittels der Vorderzunge gerundete Vokale ihre Lippenrundung verlieren.

## Deutsch und seine Nahsprachen
Im Deutschen gilt Entrundung der mittelhochdeutschen Umlaute „ö“, „ü“ und „eu/äu“ zu „e“, „i“ und „ai“ in den meisten Dialekten des Oberdeutschen und des Mitteldeutschen. Mundarten, die sich der Entrundung entzogen haben, sind im Oberdeutschen das Hochalemannische und teilweise das Höchstalemannische sowie viele ostfränkische Dialekte, im Mitteldeutschen ripuarische Dialekte wie das Kölsche und Öcher Platt. Im niederdeutschen Sprachraum kommt bzw. kam Entrundung nur im niederpreußischen Dialekt vor. In Kombination mit anderen Lautgesetzen konnte hieraus sekundär auch ein Diphthong entstehen, besonders im Bairischen und Schwäbischen, aber auch im Pfälzischen, Jiddischen, Luxemburgischen und Siebenbürgisch-Sächsischen. Einige bairische Dialekte in Österreich haben die ursprünglich gerundeten vorderen Vokale verloren, weisen aber im Zusammenhang mit der Vokalisation des auslautenden /l/ sekundär gerundete Vokale auf (z. B. wienerisch vü „viel“; anderswo hingegen vui).
Beispiele der Entlabialisierung sind etwa: sche(e)n, schean, schéin, schin(g) für „schön“; ble(e)d, blead für „blöd“; Esterraich für „Österreich“; griin, grean, grëng für „grün“; Schliss(e)l für „Schlüssel“; Lait für „Leute“. Dass die frühneuzeitliche lutherdeutsche Schriftsprache angesichts der in der gesprochenen, dialektalen und jesuitendeutschen Sprache tendenziell durchgeführten Entrundung diese nicht nachvollzogen hat, kann als ein eher konservativer Zug gesehen werden.

## Englisch
Im Englischen fand vom Übergang des Altenglischen ins Mittelenglische eine Entrundung von /œ/ und /øː/ zu /ɛ/ und /eː/ und später von /ʏ/ und /yː/ zu /ɪ/ and /iː/ statt. In späteren Sprachstufen haben sich diese Laute teilweise weiterentwickelt, wobei die mittelenglischen Lautungen oft noch in der Schreibung ablesbar sind. Beispiele sind etwa feet, minster, mice, vgl. deutsch „Füße“, „Münster“, „Mäuse“.

## Sonderfall
Keine Entrundung im eigentlichen Sinn ist die neuzeitliche Aussprache des griechischen Ypsilons als „i“. Diese entspricht der Aussprache im Altgriechischen, die sich schon ab dem 3. Jahrhundert nach Chr. entwickelte (sogenannter Itazismus in der griechischen Sprachentwicklung.) 
Im Standarddeutschen hat sich allerdings seit der Epoche des Klassizismus die anachronistische Tendenz eingestellt, das Ypsilon wieder als „ü“ auszusprechen, etwa [zʏsˈtʰeːm] statt [zɪsˈtʰeːm] für System. Es handelt sich hier um eine gewisse Sonderentwicklung des Neuhochdeutschen. Andere europäische Hauptsprachen wie Italienisch oder Französisch sind bei „i“ geblieben, doch mehrere Sprachen mit weniger Sprechern haben auch die Aussprache „ü“, beispielsweise Dänisch, Estnisch, Finnisch und Ungarisch.